# تیموتی جانسون
تیموتی جانسون (انگلیسی: Timothy Johnson؛ زادهٔ ۱۳ مارس ۱۹۸۵) ورزشکار هنرهای رزمی ترکیبی و کشتی‌گیر اهل ایالات متحده آمریکا است. وی از سال ۲۰۱۰ میلادی تاکنون مشغول فعالیت بوده‌است.